# Wereldkampioenschappen schoonspringen 1994
De wereldkampioenschappen schoonspringen 1994 vonden plaats van 1 tot en met 11 september 1994 in Rome, Italië. Het toernooi werd door FINA georganiseerd en maakte deel uit van de wereldkampioenschappen zwemsporten 1994.

## Medailles

### Mannen
| Onderdeel      | Goud                   | Goud   | Zilver                 | Zilver | Brons                         | Brons  |
| -------------- | ---------------------- | ------ | ---------------------- | ------ | ----------------------------- | ------ |
| Eenmeterplank  | Evan Stewart Zimbabwe  | 382,14 | Lan Wei China          | 375,96 | Brian Earley Verenigde Staten | 361,59 |
| Driemeterplank | Yu Zhuocheng China     | 655,44 | Dmitri Saoetin Rusland | 646,59 | Wang Tianling China           | 638,22 |
| Tienmetertoren | Dmitri Saoetin Rusland | 634,71 | Sun Shuwei China       | 630,03 | Vladimir Timoshinin Rusland   | 607,32 |

### Vrouwen
| Onderdeel      | Goud              | Goud   | Zilver              | Zilver | Brons                     | Brons  |
| -------------- | ----------------- | ------ | ------------------- | ------ | ------------------------- | ------ |
| Eenmeterplank  | Chen Lixia China  | 279,30 | Tan Shuping China   | 276,00 | Annie Pelletier Canada    | 273.84 |
| Driemeterplank | Tan Shuping China | 548,49 | Vera Ilyina Rusland | 498,60 | Claudia Böckner Duitsland | 480.15 |
| Tienmetertoren | Fu Mingxia China  | 434,04 | Chi Bin China       | 420.24 | María José Alcalá Mexico  | 396.48 |

### Medaillespiegel
| Plaats | Land             | Goud | Zilver | Brons | Totaal |
| 1      | China            | 4    | 4      | 1     | 9      |
| 2      | Sovjet-Unie      | 1    | 2      | 1     | 4      |
| 3      | Zimbabwe         | 1    | 0      | 0     | 1      |
| 4      | Canada           | 0    | 0      | 1     | 1      |
| 4      | Duitsland        | 0    | 0      | 1     | 1      |
| 4      | Mexico           | 0    | 0      | 1     | 1      |
| 4      | Verenigde Staten | 0    | 0      | 1     | 1      |
| Totaal | Totaal           | 6    | 6      | 6     | 18     |

Belgrado 1973 · 
Cali 1975 · 
West-Berlijn 1978 · 
Guayaquil 1982 · 
Madrid 1986 · 
Perth 1991 · 
Rome 1994 · 
Perth 1998 · 
Fukuoka 2001 · 
Barcelona 2003 · 
Montréal 2005 · 
Melbourne 2007 · 
Rome 2009 · 
Shanghai 2011 · 
Barcelona 2013 · 
Kazan 2015 · 
Boedapest 2017 · 
Gwangju 2019 · 
Boedapest 2022 · 
Fukuoka 2023 · 
Doha 2024